# Швеція на зимових Олімпійських іграх 2014
Швеція на зимових Олімпійських іграх 2014 року у Сочі була представлена 106 спортсменами у 9 видах спорту.

## Медалісти
| Медалі | Спортсмени | Вид спорту     | Дисципліна                        | Дата      |
| ------ | --- | -------------- | --------------------------------- | --------- |
| Золото | Анна Хог Іда Інгемарсдоттер Шарлотте Калла Емма Вікен | Лижні перегони | естафета 4×5 км (жінки)           | 15 лютого |
| Золото | Маркус Гельнер Ларс Нельсон Юган Ульссон Данієль Рікардссон | Лижні перегони | естафета 4×10 км (чоловіки)       | 16 лютого |
| Срібло | Шарлотте Калла | Лижні перегони | 15 км скіатлон (жінки)            | 8 лютого  |
| Срібло | Маркус Гельнер | Лижні перегони | 30 км скіатлон (чоловіки)         | 9 лютого  |
| Срібло | Теодор Петерсон | Лижні перегони | спринт (чоловіки)                 | 11 лютого |
| Срібло | Шарлотте Калла | Лижні перегони | 10 км класичним стилем (жінки)    | 13 лютого |
| Срібло | Юган Ульссон | Лижні перегони | 15 км класичним стилем (чоловіки) | 14 лютого |
| Срібло | Крістіна Бертруп Агнес Кнохенгауер Марія Прюц Маргарета Сігфрідссон Марія Веннерстрем | Керлінг        | жінки                             | 14 лютого |
| Срібло | Збірна Швеції з хокею з шайбою Юнас Енрот Олівер Екман-Ларссон Ніклас Яльмарссон Генрік Талліндер Даніель Альфредссон Патрік Берглунд Маркус Крюгер Якоб Сільверберг Ларс Ніклас Бекстрем Александер Стін Луї Ерікссон Даніель Седін Александр Едлер Джонні Одуя Генрік Лундквіст Генрік Зеттерберг Густав Нюквіст Джиммі Ерікссон Юнас Густавссон Юнатан Ерікссон Ніклас Крунвалль Карл Гагелін Ерік Карлссон Маркус Юганссон Габріель Ландеског | Хокей          | чоловічий турнір                  | 23 лютого |
| Бронза | Еміль Єнссон | Лижні перегони | спринт (чоловіки)                 | 11 лютого |
| Бронза | Данієль Рікардссон | Лижні перегони | 15 км класичним стилем (чоловіки) | 14 лютого |
| Бронза | Іда Інгемарсдоттер Стіна Нільссон | Лижні перегони | командний спринт (жінки)          | 19 лютого |
| Бронза | Еміль Єнссон Теодор Петерсон | Лижні перегони | командний спринт (чоловіки)       | 19 лютого |
| Бронза | Анна Гольмлунд | Фристайл       | скікрос (жінки)                   | 21 лютого |
| Бронза | Ніклас Едін Оскар Ерікссон Себастьян Краупп Віктор Челль Фредрік Ліндберг | Керлінг        | чоловічий турнір                  | 21 лютого |

## Біатлон
Спринт
| Змагання | Спортсмени        | Час     | Промахи | Місце |
| -------- | ----------------- | ------- | ------- | ----- |
| Чоловіки | Фредрик Ліндстрем | 25:21.0 | 0+0     | 18    |
| Чоловіки | Карл Юхан Бергман | 25:35.9 | 0+1     | 24    |
| Чоловіки | Б'єрн Феррі       | 25:36.4 | 2+0     | 25    |
| Чоловіки | Тобіас Ардвідсон  | 26:11.8 | 1+0     | 42    |

Переслідування
| Змагання | Спортсмени        | Час     | Промахи | Місце |
| -------- | ----------------- | ------- | ------- | ----- |
| Чоловіки | Фредрик Ліндстрем | 34:45.7 | 0+0+1+2 | 13    |
| Чоловіки | Тобіас Ардвідсон  | 35:51.2 | 0+0+0+0 | 28    |
| Чоловіки | Б'єрн Феррі       | 36:06.9 | 1+0+2+0 | 30    |
| Чоловіки | Карл Юхан Бергман | 36:20.9 | 0+1+0+2 | 34    |

## Лижні перегони
Жінки
| Змагання       | Спортсмени             | Час     | Місце |
| -------------- | ---------------------- | ------- | ----- |
| Скіатлон 15 км | Шарлотта Калла         | 38:35.4 | 2     |
| Скіатлон 15 км | Емма Вікен             | 40:07.2 | 9     |
| Скіатлон 15 км | Сара Ліндборг          | 40:32.4 | 20    |
| Скіатлон 15 км | Брітта Юхансон-Норгрен | 41:51.0 | 39    |

## Сноубординг
Слоуп-стайл
| Змагання | Спортсмени     | Кваліфікація | Кваліфікація | Кваліфікація | Кваліфікація        | Кваліфікація | Півфінал | Півфінал | Півфінал | Півфінал            | Півфінал | Фінал | Фінал   | Фінал   | Фінал               | Фінал |
| Змагання | Спортсмени     | Заїзд        | Спуск 1      | Спуск 2      | Найкращий результат | Місце        | Заїзд    | Спуск 1  | Спуск 2  | Найкращий результат | Місце    | Заїзд | Спуск 1 | Спуск 2 | Найкращий результат | Місце |
| -------- | -------------- | ------------ | ------------ | ------------ | ------------------- | ------------ | -------- | -------- | -------- | ------------------- | -------- | ----- | ------- | ------- | ------------------- | ----- |
| Чоловіки | Ніклас Маттсон | 1            | 82,75        | 57,25        | 82,75               | 7            |          |          |          |                     |          |       |         |         |                     |       |
| Чоловіки | Свен Торгрен   | 2            | 94,25        | 36,75        | 94,25               | 3            |          |          |          |                     |          |       |         |         |                     |       |

## Фігурне катання
| Змагання                  | Спортсмени        | Коротка програма | Коротка програма | Довільна програма | Довільна програма | Підсумок | Підсумок |
| Змагання                  | Спортсмени        | Бали             | Місце            | Бали              | Місце             | Бали     | Місце    |
| ------------------------- | ----------------- | ---------------- | ---------------- | ----------------- | ----------------- | -------- | -------- |
| Чоловіче одиночне катання | Олександр Майоров | 83.81            | 10               | 141.05            | 16                | 224.86   | 14       |